# فرناندو أورتيز فرنانديز
فرناندو أورتيز فرنانديز (بالإسبانية: Fernando Ortiz Fernández) (4 يوليو 1992 في المكسيك - ) هو لاعب كرة قدم مكسيكي في مركز الهجوم.

## وصلات خارجية
- فرناندو أورتيز فرنانديز على موقع قاعدة بيانات كرة القدم.إي يو (الإنجليزية)
- فرناندو أورتيز فرنانديز على موقع Soccerway.com (الإنجليزية)